# 斯科爾盧佐山

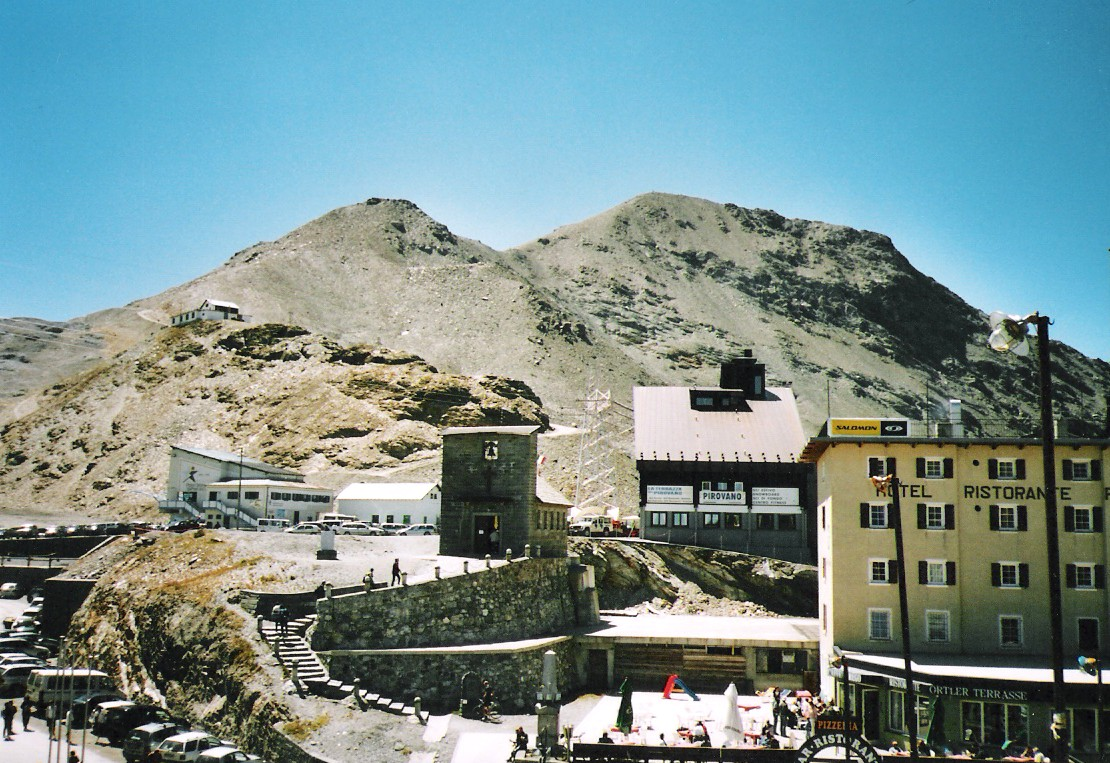

46°31′18″N 10°26′33″E / 46.521725°N 10.442505°E
斯科爾盧佐山（義大利語：Monte Scorluzzo），是意大利的山峰，位於該國北部，由倫巴第大區負責管轄，屬於奥特莱斯山的一部分，海拔高度3,094米，人類在1857年8月13日首次登頂。